# 확장된 디스플레이 식별 데이터
확장된 디스플레이 식별 데이터 (Extended display identification data, EDID)는 일종의 자료 구조이다. 이 자료 구조에는 모니터에 대한 여러 가지 정보가 들어있다. 컴퓨터 모니터의 정보가 그래픽 카드로 전송되면 컴퓨터는 어떤 모니터가 연결되었는지 알 수가 있다. EDID는 Video Electronics Standards Association (VESA)에서 표준안을 정의했다. EDID에는 제조사 이름, 제품 유형, EDID 버전, 형광체나 필터 종류, 타이밍, 화면 크기, 휘도, 화소 등에 대한 정보가 들어있다.
버전 1.0은 1994년 4월 12일, 1.1은 1996년, 1.2와 1.3은 2000년에 정의되었다. 이들은 모두 128 바이트 상위 호환된다. EDID 2.0은 256 바이트로 정의되었다.
EDID 전송 방법은 일반적으로 I²C를 사용한다. EDID와 I²C 조합을 Display Data Channel 버전 2라고 한다. DDC2라고도 하는데, 2라고 붙인 것은 VESA의 DDC는 다른 직렬 형식을 사용하므로 서로 구분하기 위해서이다.